# زينو (سلاسل ألعاب فيديو)
زينو (بالإنجليزية: Xeno)‏ (باليابانية: ゼノ) (تنطق ياباني:Zeno)، هي سلسلة ألعاب فيديو صدرت سنة 1998، وكانت لها أسماء مختلفة، وهي:
- زينوجيرس: صدرت اللعبة سنة 1998 على منصة بلاي ستيشن.[1]
- زينوساغا: صدرت هذه الأجزاء من سنة 2002 لسنة 2006.
- زينوبلايد: صدرت هذه الأجزاء منذ عام 2010.[2][3]